# Mesoregioni del Brasile
Le mesoregioni del Brasile, abolite nel 2017, costituivano una suddivisione territoriale interna alle regioni e, al pari di queste, avevano un rilievo esclusivamente statistico, essendo prive di valenza amministrativa; entrambe le suddivisioni sono state istituite dall'Instituto Brasileiro de Geografia e Estatística. Le mesoregioni, pari complessivamente a 137, si configuravano al contempo come partizione dei diversi stati federati del Paese e si suddividevano a loro volta in microregioni.

## Centro-Ovest

### Distretto Federale
- Mesoregione del Distretto Federale

### Goiás
- Centro Goiano
- Leste Goiano
- Noroeste Goiano
- Norte Goiano
- Sul Goiano

### Mato Grosso
- Centro-Sul Mato-Grossense
- Nordeste Mato-Grossense
- Norte Mato-Grossense
- Sudeste Mato-Grossense
- Sudoeste Mato-Grossense

### Mato Grosso do Sul
- Centro-Norte de Mato Grosso do Sul
- Leste de Mato Grosso do Sul
- Pantanais Sul-Mato-Grossenses
- Sudoeste de Mato Grosso do Sul

## Nord

### Acre
- Vale do Acre
- Vale do Juruá

### Amapá
- Norte do Amapá
- Sul do Amapá

### Amazonas
- Centro Amazonense
- Norte Amazonense
- Sudoeste Amazonense
- Sul Amazonense

### Pará
- Baixo Amazonas
- Mesoregione di Marajó
- Mesoregione Metropolitana de Belém
- Nordeste Paraense
- Sudeste Paraense
- Sudoeste Paraense

### Rondônia
- Leste Rondoniense
- Madeira-Guaporé

### Roraima
- Norte de Roraima
- Sul de Roraima

### Tocantins
- Ocidental do Tocantins
- Oriental do Tocantins

## Nordest

### Alagoas
- Agreste Alagoano
- Leste Alagoano
- Sertão Alagoano

### Bahia
- Centro-Norte Baiano
- Centro-Sul Baiano
- Extremo Oeste Baiano
- Metropolitana de Salvador
- Nordeste Baiano
- Sul Baiano
- Vale São-Franciscano da Bahia

### Ceará
- Centro-Sul Cearense
- Jaguaribe
- Metropolitana de Fortaleza
- Noroeste Cearense
- Norte Cearense
- Sertões Cearenses
- Sul Cearense

### Maranhão
- Centro Maranhense
- Leste Maranhense
- Norte Maranhense
- Oeste Maranhense
- Sul Maranhense

### Paraíba
- Agreste Paraibano
- Mesoregione di Borborema
- Sertão Paraibano
- Zona da Mata Paraibana

### Pernambuco
- Agreste Pernambucano
- Mesoregione Metropolitana do Recife
- São Francisco Pernambucano
- Sertão Pernambucano
- Zona da Mata Pernambucana

### Piauí
- Centro-Norte Piauiense
- Norte Piauiense
- Sudeste Piauiense
- Sudoeste Piauiense

### Rio Grande do Norte
- Agreste Potiguar
- Central Potiguar
- Leste Potiguar
- Oeste Potiguar

### Sergipe
- Agreste Sergipano
- Leste Sergipano
- Sertão Sergipano

## Sud

### Paraná
- Centro Ocidental Paranaense
- Centro Oriental Paranaense
- Centro-Sul Paranaense
- Metropolitana de Curitiba
- Noroeste Paranaense
- Norte Central Paranaense
- Norte Pioneiro Paranaense
- Oeste Paranaense
- Sudeste Paranaense
- Sudoeste Paranaense

### Rio Grande do Sul
- Centro Ocidental Rio-Grandense
- Centro Oriental Rio-Grandense
- Metropolitana de Porto Alegre
- Nordeste Rio-Grandense
- Noroeste Rio-Grandense
- Sudeste Rio-Grandense
- Sudoeste Rio-Grandense

### Santa Catarina
- Grande Florianópolis
- Mesoregione di Serrana
- Norte Catarinense
- Oeste Catarinense
- Sul Catarinense
- Vale do Itajaí

## Sudest

### Espírito Santo
- Central Espírito-Santense
- Litoral Norte Espírito-Santense
- Noroeste Espírito-Santense
- Sul Espírito-Santense

### Minas Gerais
- Campo das Vertentes
- Central Mineira
- Jequitinhonha (mesoregione)
- Mesoregione Metropolitana di Belo Horizonte
- Noroeste de Minas
- Norte de Minas
- Oeste de Minas
- Sul e Sudoeste de Minas
- Triângulo Mineiro e Alto Paranaíba
- Vale do Mucuri
- Vale do Rio Doce
- Zona da Mata

### Rio de Janeiro
- Baixadas Litorâneas
- Centro Fluminense
- Mesoregione Metropolitana di Rio de Janeiro
- Noroeste Fluminense
- Norte Fluminense
- Sul Fluminense

### San Paolo
- Mesoregione di Araçatuba
- Mesoregione di Araraquara
- Mesoregione di Assis
- Mesoregione di Bauru
- Mesoregione di Campinas
- Mesoregione di Itapetininga
- Mesoregione di Litoral Sul Paulista
- Mesoregione Macro Metropolitana Paulista
- Mesoregione di Marília
- Mesoregione Metropolitana de São Paulo
- Mesoregione di Piracicaba
- Mesoregione di Presidente Prudente
- Mesoregione di Ribeirão Preto
- Mesoregione di São José do Rio Preto
- Mesoregione di Vale do Paraíba Paulista